# Saint-Amand-des-Hautes-Terres
Saint-Amand-des-Hautes-Terres è un ex comune francese di 287 abitanti situato nel dipartimento dell'Eure nella regione della Normandia.
In data  1º gennaio 2016 è stato accorpato al comune di Amfreville-la-Campagne per formare il nuovo comune di Amfreville-Saint-Amand, diventandone così un comune delegato.

## Società

### Evoluzione demografica
Abitanti censiti